# Église évangélique luthérienne au Guyana
La Evangelical Lutheran Church In Guyana (Église évangélique luthérienne au Guyana) est une Église luthérienne du Guyana. Elle est membre de la Fédération luthérienne mondiale et de la Conférence des Églises de la Caraïbe.

## Historique
L’Église évangélique luthérienne au Guyana a été fondée en 1743 par un petit groupe de colons néerlandais à Fort-Nassau. Neuf ans après la fondation, la congrégation de Fort Nassau a reçu son premier pasteur le 17 octobre 1752, Johan Henrik Faerkenius. Cette église fondée par les colons néerlandais et pour les colons a échoué à atteindre la population amérindienne et les esclaves africains.
Même si l'Église a été fondée en 1743, il a fallu attendre 1752 pour que le temple soit érigé. En 1763, les esclaves se soulèvent contre les colons. Cela a abouti à des décès et la migration de nombreux luthériens et des autres colons néerlandais de la région de Berbice. Dès 1790, la colonie néerlandaise de la Nouvelle-Amsterdam à Fort Nassau a été relocalisée à l'emplacement actuel de New Amsterdam. On dit que le bâtiment de l'église d'origine à Fort Nassau est expédié à l'extérieur sur des radeaux et replacé dans New Amsterdam. En 1841, le dernier pasteur néerlandais quitte son poste. 
Des temps difficiles tombent sur l’Église avec le départ des Néerlandais et l'Église était au bord de l'extinction. En 1875, il y avait moins d'une douzaine de luthériens dans la colonie. L'église a été sauvée de l'extinction en raison du désaccord sur la répartition de ses fonds entre les luthériens restants. Une partie lésée se plaint qu'elle n'a reçu que 20,00 $. L'affaire a atteint les tribunaux. Les fonds ont été sauvés de la distribution et à la place les tribunaux ont statué qu'ils devaient être utilisées pour nommer et payer un ministre, ainsi fut sauvée l’Église évangélique luthérienne au Guyana.
L’Église se réveille vraiment quand Robert John Mittleholzer devint pasteur, il est le premier Guyanien pasteur en 1878. Au cours des douze premières années de son ministère, les membres de l'église sont passés de 11 à 195 et cinq autres stations ont été ajoutées à la congrégation d'origine. À sa mort en 1913, après 35 années de service, l'Église compte 378 membres.
En 1890, elle s'affilie au Synode de Pennsylvanie de l'Église évangélique luthérienne en Amérique et dès 1916, des pasteurs américains viennent régulièrement assurer des missions au Guyana. De nombreux missionnaires aident l'Église après Seconde Guerre mondiale. L'Église construit alors dix-neuf écoles primaires et secondaires dans les régions de Berbice et Démérara. Mais elle perd son autosuffisance, car sa croissance et son expansion n'est pas suivie par le développement des ressources humaines locales. 
Le déclin rapide de l'économie du Guyana après l'indépendance voit de nombreux pasteurs guyaniens quitter l'Église et partir à l'étranger. L'Église est donc toujours aidée par l'Église évangélique luthérienne en Amérique.
À l'ère de l'immigration indienne dans les Caraïbes à partir de 1838, de nombreux Indiens sont venus au Guyana. L’Église évangélique luthérienne au Guyana a étendu son travail parmi la population indienne à partir de 1915. Les services ont été dispensés dans la langue hindi. Beaucoup d'Indiens sont devenus chrétiens à travers le ministère luthérien.

## Organisation
Aujourd'hui, l'Église évangélique luthérienne du Guyana a treize paroisses de 48 congrégations. Ses membres s'élèvent à environ 10 000 baptisés. Il y a treize pasteurs dont trois de l'Église évangélique luthérienne en Amérique.
L’Église évangélique luthérienne au Guyana bénéficie de nombreuses relations avec des partenaires. L'Église est devenue un membre de la Fédération luthérienne mondiale en 1947. Sa relation historique avec l’Église évangélique luthérienne d'Amérique continue. De nouveaux domaines d'engagement entre les deux Églises sont explorés. Par exemple, l'Église évangélique luthérienne du Guyana accueille des Pasteurs stagiaires de l’Église évangélique luthérienne en Amérique. Récemment, l'Église évangélique luthérienne du Guyana a conclu un accord avec le synode oriental de l'Église évangélique luthérienne au Canada. Il a déjà une telle relation avec le Synode de la Floride et des Bahamas de l'Église évangélique luthérienne en Amérique.